# Насик (округ)
На́сик (маратхи नाशिक जिल्हा; англ. Nashik) или На́шик (англ. Nasik) — округ в индийском штате Махараштра. Образован 1 мая 1960 года. Административный центр — город Насик. Площадь округа — 15 530 км². По данным всеиндийской переписи 2001 года население округа составляло 4 993 796 человек. Уровень грамотности взрослого населения составлял 74,4 %, что выше среднеиндийского уровня (59,5 %). Доля городского населения составляла 38,8 %. В округе Нашик расположено одно из важнейших мест паломничества шиваитов — Тримбакешвар.